# 湯普金斯鎮區 (伊利諾伊州沃倫縣)
湯普金斯鎮區（英語：Tompkins Township）是位於美國伊利諾伊州沃倫縣的一個行政鎮區。

## 地方資料
根據2010年美國人口普查的數據，湯普金斯鎮區的面積為94.70平方千米，當中陸地面積為94.60平方千米，而水域面積為0.10平方千米。當地共有人口901人，而人口密度為每平方千米9.51人。